# HK Holz- und Kunststoffverarbeitung
Die HK Holz- und Kunststoffverarbeitung ist eine internationale Fachzeitschrift in der Holz- und Möbelindustrie. Sie erscheint im DRW-Verlag Weinbrenner in Leinfelden-Echterdingen und hat derzeit eine Auflage von rund 6.500 Exemplaren (IVW-geprüft).

## Zielgruppe
Die HK ist ein Branchenmedium für Unternehmer und Führungskräfte, Produkt- und Marketingmanager, technische Betriebsleiter und weitere Berufsgruppen in der Möbel- und Holzwerkstoffindustrie, den Holz verarbeitenden Betrieben sowie der Maschinen- und Zulieferindustrie.
Die Zeitschrift enthält Reportagen, Nachrichten, Interviews, Produktvorstellungen, Marktanalysen, Anwenderberichte, Trendentwicklungen, wissenschaftliche Beiträge und technische Fachinformationen. Sie berichtet regelmäßig von den weltweiten Messen und Branchenevents.

## DRW-Verlag Weinbrenner
Bereits 1917 übernahm Karl Weinbrenner den „Centralanzeiger“, das Informationsblatt für den Holzhandel, und legte damit den ersten Baustein für die heutige Unternehmensgruppe mit rund 120 Mitarbeitern. Der wohl bekannteste Titel für die Holz-Branche aus diesem Verlag ist das Holz-Zentralblatt.

## Verantwortlicher Redakteur
- Markus Schmalz

## Weblink
- www.hk-magazin.com